# Am Rande der Finsternis
Am Rande der Finsternis (Originaltitel: Edge of Darkness, deutscher Verweistitel: Die Plutonium-Affäre) ist ein vom britischen Fernsehsender BBC produzierter Ökothriller. Er lief in Großbritannien im Jahr 1985 als Miniserie mit sechs Folgen. Die ARD zeigte vier Jahre später eine synchronisierte Fassung jeweils montags abends um 20.15 Uhr.
Eine von der Gaia-Theorie inspirierte Gruppe militanter Umweltschützer kommt auf die Spur einer illegal betriebenen Wiederaufbereitungsanlage in einem stillgelegten Bergwerk. Die Aktivisten überleben ihren Einsatz nicht.
Der Sendetermin von BBC lag noch vor dem Unfall von Tschernobyl. Hintergrund der Serie waren unter anderem der Atomkurs der damaligen britischen Regierung unter Margaret Thatcher sowie die Auseinandersetzungen um die Atomanlagen von Sellafield.
Die Hauptrollen spielten Bob Peck, ein Mitglied der Royal Shakespeare Company, als Polizist Ronald Craven, Joanne Whalley als seine Tochter, die Öko-Aktivistin Emma, sowie Joe Don Baker als CIA-Agent Darius Jedburgh. Regie führte Martin Campbell. Die „bedrückende Filmmusik“ kam von Michael Kamen und Eric Clapton.
In Großbritannien war der „düstere Thriller“ ein außergewöhnlicher Erfolg bei Publikum und Kritik. Bereits nach vier Wochen wurde die Serie von der BBC erstmals wiederholt. Peck gewann 1986 den BAFTA TV Award für seine Darbietung.
Regisseur Campbell inszenierte auch eine Leinwandversion des Stoffes, die 2010 unter dem Titel Auftrag Rache (der Originaltitel lautete ebenfalls Edge of Darkness) in die Kinos kam. Die Hauptfigur, diesmal Thomas Craven genannt, wurde von Mel Gibson verkörpert.

## Handlung

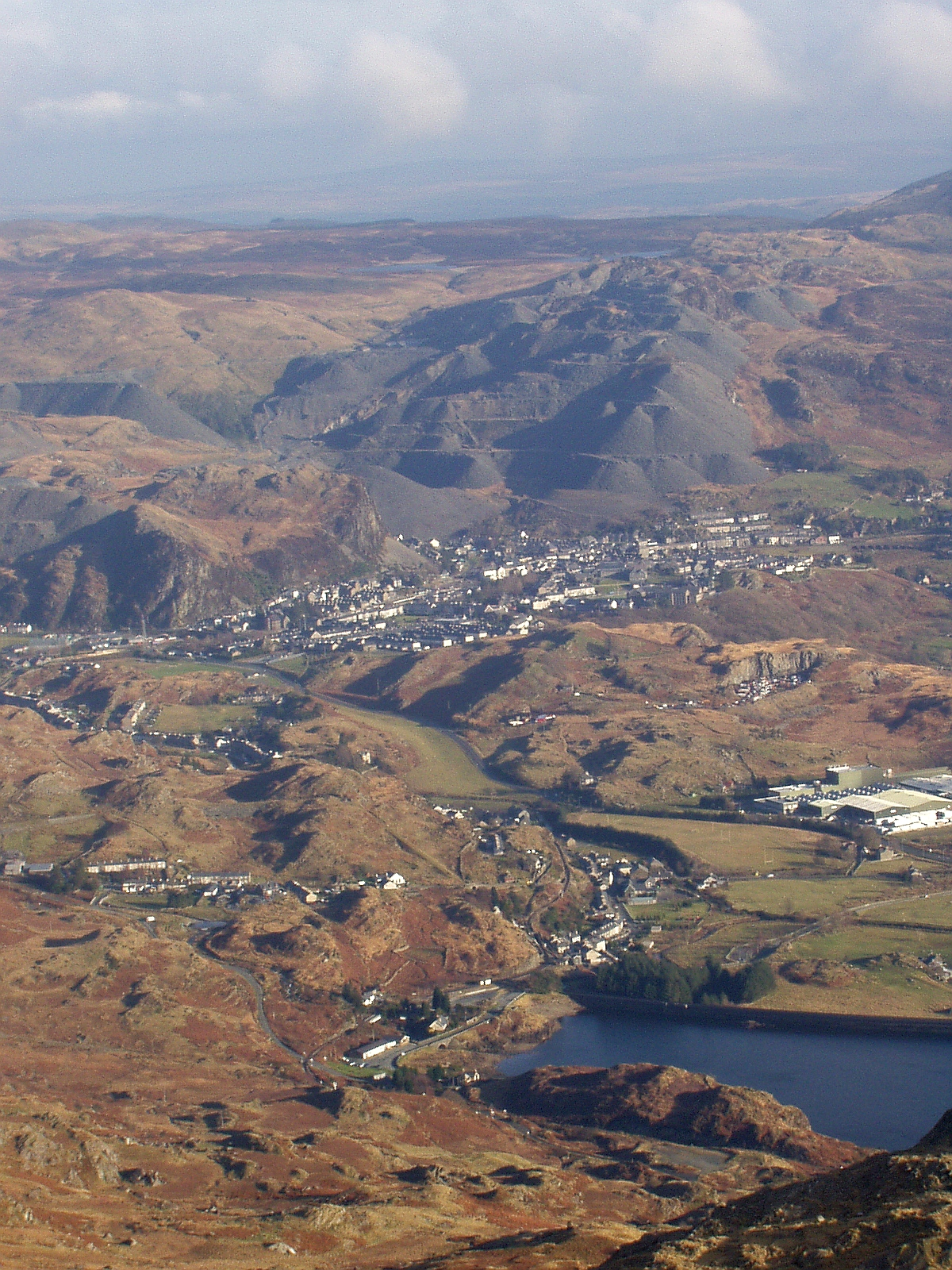
Schauplatz „Northmoor“, gedreht im walisischen Blaenau Ffestiniog in den Bergen von Snowdonia

### Urlaub im Reich der Schatten, Teil 1 (Compassionate Leave)
Polizist Ronald Craven untersucht einen Betrugsvorfall bei der örtlichen Gewerkschaftsorganisation. Vom Boss der Organisation, dem korrupten James Godbolt, lässt er sich widerwillig umstimmen, seinen Untersuchungsbericht erst nach dem Parteitag der Labour Party in Blackpool abzugeben.
Von der deprimierenden Besprechung fährt Craven in strömendem Regen zur Universität, um seine Tochter Emma abzuholen. Emma Craven ist aktives Mitglied bei einer Umweltschutz-Organisation und sitzt bei einer Veranstaltung auf dem Podium.
Auf der Treppe vor Cravens Haus wird Emma bei einem Attentat erschossen, als sie sich schützend vor ihren Vater wirft.
Die Ermittlungen konzentrieren sich zunächst auf Gangster, die Craven einst hinter Schloss und Riegel brachte. Bald erkennt Craven jedoch, dass seine Tochter ein Doppelleben führte. Ihre Sachen, zu denen ein Geigerzähler und eine Pistole gehörten, sind radioaktiv kontaminiert, genauso wie ihr Körper.
Ronald Craven wird vom Dienst freigestellt, ermittelt aber auf eigene Faust und mit Duldung seiner Vorgesetzten weiter. In London eröffnet Guy Pendleton, ein hoher Mitarbeiter der Regierung, Craven, dass Emma eine Terroristin war.

### Urlaub im Reich der Schatten, Teil 2 (Into the Shadows)
Im Fluchtwagen von Emmas Mörder finden sich tatsächlich Fingerabdrücke von einem Kriminellen, den ihr Vater einst verhaftete.
Ronald Craven wird aber informiert, dass Emma Mitglied einer subversiven Gruppe namens GAIA war. Unter Emmas Leitung waren sechs Aktivisten in ein unterirdisches Lager für nuklearen Abfall in der Nähe von Northmoor in der Grafschaft Oxfordshire eingebrochen. Alle sechs sind mittlerweile tot oder werden vermisst.
Was die Regierung jedoch am meisten alarmiert, sind Hinweise darauf, dass in Northmoor illegal Plutonium gelagert wird und dass möglicherweise dort sogar ohne Wissen der Regierung eine Wiederaufbereitungsanlage betrieben wird. Dies wollte GAIA durch den Einbruch beweisen.
An dieser Stelle tritt auch CIA-Agent Darius Jedburgh auf den Plan. Die amerikanische Regierung ist ebenfalls über die Aktivitäten in Northmoor hochgradig beunruhigt. Es ergibt sich eine ungewöhnliche Interessensübereinstimmung zwischen dem amerikanischen Geheimdienst und einer terroristischen Umweltgruppe.
Neu ist für Ronald Craven auch die Erkenntnis, dass der korrupte Gewerkschaftsboss James Godbolt enge Kontakte zum Unternehmen IIF unterhält, das Northmoor betreibt.

### Die Last der Beweise (Burden of Proof)
Emmas Freund Terry Shields, Aktivist des trotzkistischen Flügels einer neuen sozialistischen Partei, berichtet Ronald Craven davon, Emma sei in Northmoor einer Heißen Zelle auf der Spur gewesen. Terry Shields überlebt seine Kontaktaufnahme zur Polizei nicht lange.
Eine weitere zunächst unerklärliche Spur führt Craven zu McCroon, einem Informanten, zu dem er früher in Nordirland Kontakt hatte. McCroon hat auch Kontakt zu Robert Bennett, Boss der englischen IIF, die vor einer Übernahme durch das amerikanische Nuklearunternehmen Fusion Corporation, vertreten vom Vorstandsvorsitzenden Jerry Grogan, steht. Die Regierungsbeamten Pendleton und Harcourt glauben, dass Bennett hinter dem Mord an Emma steht.
Ronald Craven erfährt von Darius Jedburgh, dass die GAIA-Gruppe vor Menschenleben nicht Halt macht, da sie den Planeten Erde über den Menschen stelle. „An ihre Menschlichkeit können Sie nicht appellieren. Sie glauben nicht an Menschlichkeit.“ Und von Darius’ Freundin Clementine erfährt Craven, dass der CIA-Agent insgeheim einer der Gründer von GAIA ist.

### Der Durchbruch (Breakthrough)
McCroon versucht tatsächlich, Craven in seinem Haus zu erschießen. Ein Scharfschütze der Polizei verhindert dies – und damit auch die Preisgabe von Informationen an Craven. Dieser erleidet einen Nervenzusammenbruch.
Mit Hilfe eines Ex-Kollegen gelingt es Ronald Craven, in den Zentralcomputer von MI5 einzudringen und die Northmoor-Akten einzusehen. Daraus geht auch hervor, dass McCroon für den Sicherheitsdienst von Northmoor arbeitete.
Am Rande einer weiteren Anhörung im englischen Unterhaus gesteht der Gewerkschaftsführer James Godbolt Craven, dass er der IIF zuarbeitete und – da er sich nicht ganz verkauft habe – der GAIA-Gruppe den Zutritt zu Northmoor verschafft habe.
Offenbar flutete der IIF-Sicherheitsdienst den Schacht, in dem sich die Aktivisten aufhielten, mit radioaktiv kontaminiertem Kühlwasser, um die Gruppe gleichzeitig zu ertränken und zu verstrahlen.
Nachdem ein weiteres Todesopfer bei Northmoor an die Oberfläche eines Sees gespült wird, wird bei der Obduktion klar, dass sich in Northmoor hochgradig angereichertes und waffenfähiges Plutonium befindet.
Craven führt oft Zwiegespräche mit Emma, die ihm als Kind oder als junge Frau erscheint. Er sagt ihr einmal im Park: „Du willst dich mit dem gefährlichsten Unternehmen Englands anlegen, das vom gefährlichsten Mann dieses Landes geführt wird! Denk nicht mal dran.“
Craven bittet Jedburgh, mit ihm in Northmoor einzusteigen.

### In den Stollen von Northmoor (Northmoor)
Bei der Anhörung im Parlament wird klar, dass das englische Verteidigungsministerium in die Aktivitäten um Northmoor verwickelt ist.
Craven und Jedburgh mühen sich durch die Schächte von Northmoor. Doch der Sicherheitsdienst erwartet sie schon, denn es hat bei der CIA eine undichte Stelle gegeben.
Die beiden Männer entdecken die Heiße Zelle, bei der es einen grässlichen Strahlenunfall gegeben hat. Mehrere verstrahlte Leichen treiben im Abwasser herum. Jedburgh gelingt es, mehrere Barren gespenstisch blau leuchtenden Plutoniums zu entwenden.
Die IIF-Leute setzen alles daran, die Eindringlinge zu töten. Jedburgh gelangt jedoch mit einem Lift an die Oberfläche und Craven erreicht nach einer packenden Verfolgungsjagd einen alten Schutzbunker und kann mit letzter Kraft ein Telefon erreichen, das noch geschaltet ist. Am anderen Ende ist die Downing Street.

### Die Abrechnung (Fusion)

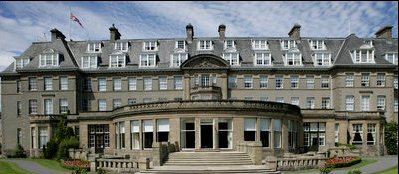
Im schottischen Gleneagles Hotel findet in der 6. Folge die NATO-Konferenz statt.

Beide Männer sind durch den Aufenthalt in der Heißen Zelle verstrahlt und werden binnen Wochen sterben müssen. Jedburgh, mit Craven auf seiner Spur, gelangt in seiner Militäruniform auf eine NATO-Konferenz im schottischen Gleneagles Hotel.
Dort hält Jerry Grogan von der texanischen Fusion Corporation einen visionären Vortrag zu den zivilen und militärischen Folgen erfolgreicher Energieproduktion mittels Kernfusion. Er sieht vor der begeisterten Konferenz die Menschheit bereits auf dem Weg ins Universum als interstellare Rasse.
Darius Jedburgh hält der Konferenz jedoch den hässlichen Spiegel des Plutonium-Staates vor, in dem keine Freiheiten und keine Abweichung geduldet werden. Zum Beweis der Praktiken des Unternehmens Fusion holt er zum großen Entsetzen der Konferenz mit seinen bloßen Händen zwei Barren Plutonium aus seinen Jackentaschen und hält sie in die Höhe.
Die Konferenz verlässt panikartig den Ort. Jedburgh findet sich in einem verlassenen Hotel in den schottischen Bergen wieder, wenig später gefolgt von Craven.
Ein Militärkommando stürmt das Haus. Jedburgh nimmt noch einige der Angreifer mit in den Tod, ehe er erschossen wird. Craven erwartet ebenfalls eine Kugel. Der Kommandant des Kampftrupps sagt jedoch zu ihm: „Nein, nein. Sie gehören zu uns.“ Worauf Craven den abziehenden Angreifern nachruft: „Ich gehöre nicht zu euch.“
Zum Abschluss sieht man Craven auf einer Anhöhe über einem in den Bergen liegenden Stausee den Namen seiner Tochter schreien. Am Staudamm werden von den Behörden die restlichen Plutonium-Barren geborgen, die Jedburgh aus der Heißen Zelle mitgenommen hatte.
Ein letzter Kameraschwenk zeigt die schwarzen Blumen, die nach der GAIA-Sage erblühen, wenn die Erde anfängt, sich gegen die Menschen zu wehren.

## Rezeption

### Großbritannien
In Großbritannien war „Edge of Darkness“ eine der erfolgreichsten Fernsehserien und fand gleichermaßen großen Anklang bei Zuschauern und Fernsehkritik. Sie wird vom Britischen Filminstitut unter den einflussreichsten Fernsehsendungen als die Nummer 15 geführt. Channel 4 führt die Serie als drittbestes Fernsehdrama.
Die BBC war offenbar selbst von der überwältigenden Resonanz überrascht, hatte man doch die Serie zunächst, beginnend mit dem 4. November 1985, im kleineren Sender BBC Two ausgestrahlt. Nun wiederholte man bereits ab dem 19. Dezember 1985 die Serie auf BBC One. Die Zuschauerzahl verdoppelte man dadurch von 4 Millionen auf 8 Millionen.
Die britische Fernsehkritik war insbesondere von der vielschichtigen Story und der darstellerischen Leistung von Bob Peck in der Rolle des ständig in Zwiegespräche mit seiner verstorbenen Tochter verwickelten Polizisten Ronald Craven angetan. Auch Joe Don Baker als verschroben-undurchsichtiger CIA-Agent Darius Jedburgh wurde hervorgehoben. Der Sender Channel 4 führt Darius Jedburgh in der Liste der 100 besten Fernsehrollen als Nummer 84. Baker wurde zehn Jahre später von Regisseur Martin Campbell für seinen Film James Bond 007 – GoldenEye als CIA-Mann Jack Wade verpflichtet, eine Rolle, die er in Der Morgen stirbt nie erneut ausfüllte.
Veronica Taylor vom Britischen Filminstitut schrieb:

„Edge of Darkness verband persönliche Tragödie mit globaler Gefährdung, Komödie mit Bedrohung, Actionszenen mit Politik, Realismus mit Mythos und Phantasy, und machte daraus ein packendes, innovatives sechsteiliges Drama, das in vollem Umfang seinen Kultstatus und seine vielen Preise verdient.“

### Deutschland
In Deutschland wurde die Serie vom Westdeutschen Rundfunk vier Jahre nach der Erstausstrahlung auf die Bildschirme gebracht. Der zuständige Redakteur Hartwig Schmidt sprach vom „Besten, das er sei seit langem an Serien gesehen hat“.
Der Fernsehkritiker der Süddeutschen Zeitung sah eine „fesselnde Dramaturgie düsterer Nuklearvisionen“. Die „komplexe Geschichte“ verwische „die Grenze von Gut und Böse“. Die „dramatischen Zuspitzungen“ seien „mehr als nur Effekthascherei“.
Zu einer Zeit, als das deutsche Fernsehen längst von US-Serien wie Dallas und Miami Vice dominiert wurde, zeigte Am Rande der Finsternis Passagen wie in der ersten Folge, als „ausführlich und ohne die gewohnte Serienhast der Schock, das Entsetzen und die Trauer des Vaters vorgeführt“ wurde. Auch als das „Tempo zunimmt“, bleibe der Film „detailliert“ und „ungewöhnlich“, so die Süddeutsche Zeitung.
Diesen Umständen war es womöglich geschuldet, dass der Serie in Deutschland der ganz große Publikumserfolg versagt blieb. Viele Bezüge zur britischen Politik waren dem deutschen Publikum nicht geläufig und bei der Synchronisation gingen wichtige Zwischentöne und Feinheiten verloren.

## Auszeichnungen
Unter den Preisen stechen vor allem die renommierten BAFTA-Awards der Britischen Filmakademie hervor. Edge of Darkness gewann bei der 1986er Verleihung die Hauptpreise für die beste Serie, den besten Hauptdarsteller, die beste Musik, den besten Sound, die beste Kameraführung und den besten Schnitt. Fünf weitere Nominierungen hatten vorgelegen.
Bei der Preisverleihung der britischen Medienjournalisten Broadcasting Press Guild wurden zwei Hauptpreise für Serie und Hauptdarsteller sowie eine Nominierung vergeben.

## Versionen und DVD-Veröffentlichungen
In Deutschland kam die Serie nach der Ausstrahlung in der ARD unter dem Titel „Die Plutonium-Affäre“ im VHS-Format auf den Heimvideo-Markt.
Als DVD ist seit 2003 eine mit umfangreichem Zusatzmaterial versehene Ausgabe der BBC erhältlich, die nur eine englische Tonspur hat. Seit 2011 ist auch eine deutsche Version der DVD mit deutscher und englischer Tonspur erhältlich.